# 香川真一
香川 真一（かがわ しんいち、天保6年4月6日（1835年5月3日） - 1920年（大正9年）3月8日）は、日本の官僚、実業家。元備前岡山藩士。岩倉具視に随行して、欧米を視察。大分県令（現在の知事に相当）。大分県令を退いてのち、実業界に転じ、岡山殖産協会会頭や岡山商業会議所会頭などを歴任。岡山地方の産業の発展に尽力。本姓は岡。通称は英太郎。別名は忠武。

## 略歴
1835年、現・岡山市北区船頭町に、岡山藩士の家に生まれ、西洋式砲術を学んだ。明治2年（1869年）、権大参事。明治4年（1871年）、岩倉使節団に先立つ半年前に第1回欧米視察団に選ばれ、津田弘道らとともに欧米を視察した。翌年に帰国した後は、伊万里県参事、ついで静岡県参事に任じられた。
明治9年（1876年）9月4日に大分県権令に就任。明治11年（1878年）7月25日に県令となる。在任中は、明治11年（1878年）3月に大分県民会仮規則を布告し、同年7月10日に大分県民会が開設された。これは大分県における議会の嚆矢とされる。
翌明治12年（1879年）10月に県令を退任すると、郷土の岡山県に戻って実業界に転じ、第二十二国立銀行、岡山紡績、岡山製紙の取締役や、岡山殖産協会会頭、岡山商業会議所会頭などを歴任した。また、明治20年（1887年）に岡山県会議員に当選し、明治24年（1891年）には議長となった。明治36年（1903年）から大正6年（1917年）まで牛窓町長を務めた。

## 栄典
- 1882年（明治15年）2月10日 - 勲四等旭日小綬章[4]